# Barutin
Barutin (bulgariska: Барутин) är ett distrikt i Bulgarien.   Det ligger i kommunen Obsjtina Dospat och regionen Smoljan, i den sydvästra delen av landet, 140 kilometer sydost om huvudstaden Sofia.
I omgivningarna runt Barutin växer i huvudsak barrskog. Runt Barutin är det glesbefolkat, med 11 invånare per kvadratkilometer.